# Bulbophyllum quadrisubulatum
Bulbophyllum quadrisubulatum là một loài phong lan thuộc chi Bulbophyllum.